# Saad Uwayid Obeid Mijbil al-Shammari
Saad Uwayid Obeid Mijbil al-Shammari ( ? - 22 janvier 2010), également connu sous le nom d'Abou Khalaf, est un terroriste islamiste irakien. Il était responsable du transit de combattants djihadistes en Irak pour rejoindre la branche irakienne de la nébuleuse terroriste d'Al-Qaïda.

## Biographie
D'origine irakienne, mais basé en Syrie, il est accusé de faciliter le transit de plusieurs centaines de combattants étrangers en Irak à partir de 2006, notamment en vue de commettre des attentats-suicides.
Selon des sources militaires et des services secrets américains, Abou Khalaf serait retourné en Irak à la fin de l'année 2009. Il était responsable de nombreuses attaques perpétrées à Bagdad depuis août de la même année. 
En mai 2009, Abou Khalaf est placé sur la liste noire du terrorisme par le Trésor américain.   

## Décès
Le 12 janvier 2010, les forces américaines déjouent un attentat-suicide et obtiennent des informations concernant la localisation du commanditaire de l'attaque. 
Le 22 janvier 2010, une opération conjointe de l'armée américaine et des autorités irakiennes est menée dans les quartiers nord de Mossoul. Capturé, Abou Khalaf est éliminé alors qu'il agressait l'un de ses gardes. Des tests ADN et le résultat d'analyse d'empreintes digitales confirment son décès.